# Krytyczna analiza dyskursu
Krytyczna analiza dyskursu (KAD, ang. critical discourse analysis) – subdyscyplina językoznawstwa na pograniczu nauk społecznych zajmująca się dyskursem. Postrzega go jako kluczowy czynnik w konstrukcji życia społecznego posiadający siłę sprawczą. Osadza jego analizę w kontekście społecznym, kulturowym i historycznym. 
KAD ma zastosowanie praktyczne. Skupia się zazwyczaj na zapalnych tematach takich jak antysemityzm, etnocentryzm, nierówności genderowe, brak obiektywizmu w mediach, nacjonalizm, wystąpienia polityczne i rasizm. Ustalenia badaczy dyskursu były wykorzystywane m.in. w reformie duńskiej edukacji do zmiany obowiązującego w podręcznikach szkolnych wizerunku emigranta, oraz w debacie publicznej w Austrii poświęconej współczesnym przejawom antysemityzmu.

## Historia
KAD zrodziła się z „lingwistyki krytycznej” na Uniwersytecie Wschodniej Anglii w latach 70. XX wieku. Była odpowiedzią na niedostatki socjolingwistyki niepoświęcającej według niektórych wystarczającej uwagi zagadnieniom władzy i hierarchii społecznej. Za pionierów krytycznej analizy dyskursu uchodzą Norman Fairclough, twórca pojęcia technologizacji dyskursu, oraz Ruth Wodak. Przedstawiciele nowej subdyscypliny inspirowali się odkryciami teorii społecznej oraz myślą Karla Marksa, Antonio Gramsciego, Louisa Althussera, Jürgena Habermas, Michela Foucaulta i Pierre'a Bourdieu.
Rok 1993 można przyjąć za przełomową datę w historii krytycznej analizy dyskursu. Poświęcono jej kwietniowy numer pisma Discourse & Society, w którym holenderski badacz Teun van Dijk opublikował artykuł programowy. Obecnie KAD stała się przedsięwzięciem multidyscyplinarnym łączącym naukowców z wielu krajów. Także w Polsce prowadzone są badania z jej zakresu – w Instytucie Lingwistyki Stosowanej UW tym zagadnieniem zajmowała się Anna Duszak.

## Próby definicji
Między zwykłą analizą dyskursu a jej krytycznym „odłamem” nie przebiega ostra granica. Krytycznej analizy dyskursu nie należy więc uznawać za sformalizowaną specjalizację. Oferuje ona raczej nowe spojrzenie na zagadnienie. Zwykła analiza dyskursu jest deskryptywną dziedziną językoznawstwa, podczas gdy KAD posiada aspiracje normatywne i koncentruje się na aspektach społecznych oraz politycznych. U podstaw krytycznej analizy dyskursu leży spostrzeżenie, że wszystkie dyskursy przedstawiają sobą określone wartości. Są powiązane z władzą, pełnią role ideologiczne, napędzają społeczne działanie.
Teun van Dijk definiuje krytyczną analizę dyskursu jako „rodzaj analitycznego badania dyskursu, który rozpatruje, w jaki sposób nadużycia społecznej władzy, dominacja i nierówności są ustanawiane, reprodukowane i odpierane w tekście oraz w mowie, w treściach społecznych i politycznych”. Norman Fairclough krytyczną analizę dyskursu definiuje jako
analizę dyskursu dążącą do systematycznego badania ukrytych relacji przyczynowości zachodzących pomiędzy (a) tekstami, zdarzeniami i praktykami dyskursywnymi oraz (b) szerszymi strukturami, relacjami i procesami społecznymi i kulturowymi. KAD dąży do odkrycia, jak praktyki, zdarzenia oraz teksty tego typu powstają i jak są ideologicznie kształtowane przez relacje władzy oraz walki o władzę. Celem KAD jest także demaskowanie, w jaki sposób niejawność powiązań pomiędzy dyskursem i społeczeństwem stanowi sama w sobie czynnik zabezpieczający władzę oraz hegemonię.

## Cechy krytycznej analizy dyskursu
Ponieważ KAD nie jest bynajmniej jedną ze szkół analizy dyskursu, lecz raczej szeroko pojętym trybem jej uprawiania, nie posiada też jednolitych ram teoretycznych, które dałoby się w skrócie przedstawić. Możemy jednak wyróżnić kilka jej charakterystycznych cech:
- KAD jest nauką społeczną, która odrzuca aksjologiczną neutralność prowadzonych przez siebie analiz. Równolegle do nich postępuje działalność odkrywania wzajemnych powiązań praktyk dyskursywnych z władzą. KAD wyraża ocenę analizowanych zjawisk.
- KAD, wykorzystując jedną z właściwości nauk społecznych, współdeterminację procesu badawczego i przedmiotu badania, jest także świadomym narzędziem zmiany społecznej. Poprzez sam opis pewnego zjawiska dokonujemy przemiany kontekstu, w którym ono występuje – tzn. zwracamy na nie uwagę, dokonujemy jego wyrwania z tła, nadajemy mu wagi. Tym sposobem szerzymy świadomość dyskursywną i odkrywamy ukryte warstwy dyskursu. Działalność KAD można więc rozpatrywać w kategoriach uświadamiania problemów społecznych, szerzenia o nich wiedzy i usprawniania działania instytucji społecznych.
- KAD nie zajmuje się czystym opisem językowych właściwości dyskursu. Stają się one przedmiotem jej zainteresowania dopiero, kiedy da się określić rodzaj powiązania pomiędzy strukturami tekstu a strukturami społecznymi. Co więcej, aby dana partia tekstów weszła w zasięg zainteresowania krytycznej analizy dyskursu, musi ona stanowić wyraz pewnego problemu, kwestii nieobojętnej dla życia społecznego, np. konfliktu pomiędzy subkulturami społecznymi, który przejawia się w tym, jak strony te mówią o sobie i jak reprezentują siebie w dyskursie.

## Władza społeczna jako forma kontroli
KAD uważa, że pewne grupy społeczne posiadają, przynajmniej w pewnym stopniu, władzę nad myśleniem i poglądami innych grup. Celem tej kontroli jest zapewnienie uprzywilejowanej grupie lepszej pozycji względem rangi społecznej, zamożności, dostępu do wiedzy itd. Zarazem te same zasoby stają się fundamentem władzy, z którego kontrola jest dzierżona. Zasoby są jednocześnie środkiem i celem. Koło dynamiki społecznej się domyka, struktury władzy się reprodukują.
Powiązania między władzą społeczną a dyskursem są dwojakiego rodzaju. Po pierwsze, możliwość kontrolowania rozpowszechnionych form dyskursu (prawniczego, medialnego, naukowego, edukacyjnego itd.) sama w sobie stanowi przejaw władzy symbolicznej. Kontrolowanie dyskursu może oznaczać determinowanie kontekstu (np. sędzia, który decyduje o miejscu, dacie i uczestnikach procesu), regulowanie struktury (np. nauczyciel nakazujący uczniom powtórzenie materiału w grupkach) bądź wybór tematu (np. redaktor naczelny wybierający nagłówki na pierwszą stronę gazety). „Niemalże wszystkie poziomy i struktury kontekstu, tekstu oraz mowy mogą być w większym lub mniejszym stopniu kontrolowane przez wpływowych mówców, którym zdarza się nadużywać swojej władzy kosztem pozostałych uczestników”.
Po drugie, kształtując formy dyskursu kształtuje się pośrednio umysły innych ludzi. Van Dijk podaje szereg sposobów sprawowania takiej kontroli (przykłady w nawiasach):
- niektórzy są zmuszani do odbioru dyskursu (dzieci w szkole, działacze na szkoleniach politycznych)
- odbiorcy przyjmują przekonania i opinie osób uchodzących za ekspertów oraz autorytety (studenci na uniwersytecie od profesorów, wierni w kościele od księdza)
- odbiorcy są intelektualnie niezdolni do podważenia lub skrytykowania dyskursu (pacjenci u lekarza, „zwyczajni ludzie” czytający o ociepleniu klimatu)
- nie istnieje alternatywa dla określonego typu dyskursu (państwowa gazeta w totalitarnym reżimie, jedyny podręcznik szkolny zaaprobowany przez ministerstwo)
- dyskurs wywołuje u odbiorcy określone umysłowe reprezentacje (wieczorne wiadomości informujące telewidzów o „ważnych wydarzeniach z kraju i ze świata”, książka popularnonaukowa tłumacząca czytelnikom podstawy genetyki)

## Dyskurs polityczny
KAD zajmuje się często dyskursem politycznym, gdzie polityczność może być rozumiana zarówno w sensie węższym (w dyskursie uczestniczą zawodowi politycy) jak i szerszym (dyskurs dotyczy dystrybucji dóbr społecznych i kulturowych). Krytyczna analiza dyskursu politycznego zwraca szczególną uwagę na jego wymiar ideologiczny, gdyż ideologie przekształcają znaczenie powszechnie używanych słów. Na przykład pojęcie wychowania inaczej będzie używane przez ministra edukacji identyfikującego się jako liberał, a inaczej przez ministra należącego do obozu konserwatywnego.
KAD w kontekście politycznym szuka poza tym odpowiedzi na pytania, jakie instytucje kontrolują dostęp do forum publicznego, jak na forum publicznym reprezentowane są poszczególne grupy interesu, w jakich ramach mieszczą się wypowiedzi polityczne uznawane za dopuszczalne. Przedmiotem takich badań będzie też oczywiście zagadnienie poprawności politycznej.